# 傅瑾
傅瑾（女，1967年—）是一位中国医生。

## 生平
生于福建省宁德市。2005年受聘于厦门大学，曾担任厦门大学医学院特聘讲座教授、厦门大学医学院特聘教授。2012年7月，因其美国哥伦比亚大学博士学位被查证为伪造被厦门大学辞退。